# 턱뼈각
턱뼈각(angle of the mandible, mandibular angle, gonial angle), 또는 하악각은 아래턱뼈의 턱뼈가지(ramus of mandible) 아래쪽 경계에서 가장 뒤쪽에 위치한다.
뒤집혀 있을 수도 있는 턱뼈각은 거칠고 비스듬하게 튀어나와 있다. 턱뼈각의 가쪽에는 깨물근이 붙어 있으며 안쪽날개근은 안쪽에 붙어 있다. 붓아래턱인대는 이 두 근육 사이에서 턱뼈각에 붙는다.
턱뼈각의 중간점에 대한 법의학적인 용어는 '턱모서리점(악각점, gonion)'이다. 턱모서리점은 두부계측법(cephalometry)에서의 중요한 구조물로, 턱뼈각의 가장 아래쪽, 뒤쪽, 가쪽의 한 지점이다. 이 지점은 아래턱뼈의 가지가 몸통이 되는 지점이라고 할 수 있다.
턱뼈각은 성별을 알아내기 위한 법의학 도구로서 사용되었지만 일부 연구에서는 턱뼈각에 중요한 인간의 성별 차이가 있는지 의문을 제기하기도 했다.

## 추가 이미지

턱뼈각의 위치, 빨간색으로 표시됨.
아래턱뼈, 턱뼈각은 빨간색으로 표시됨.
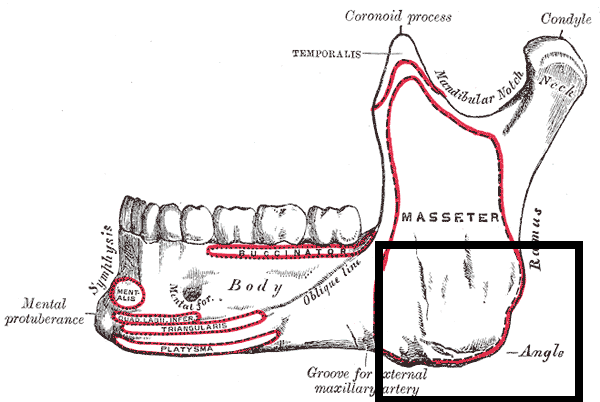
아래턱뼈의 바깥면. 턱뼈각은 오른쪽 하단에 강조 표시됨.
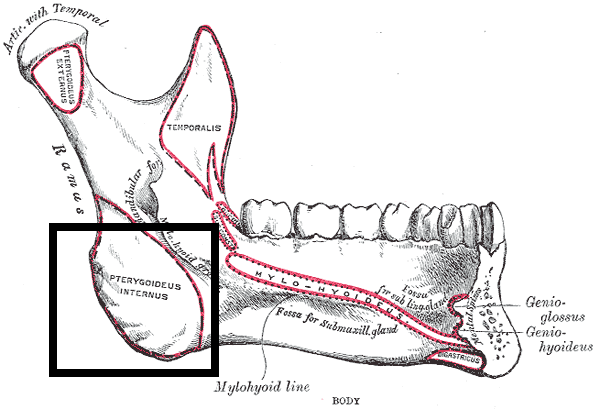
아래턱뼈 안쪽면. 턱뼈각은 좌측 하단에 강조 표시됨.
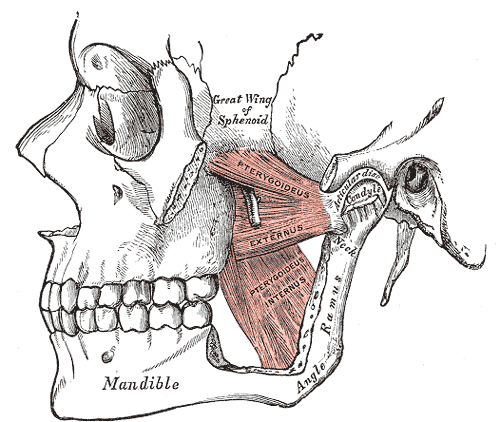
날개근의 모습. 광대활과 아래턱뼈 일부가 제거되었다.
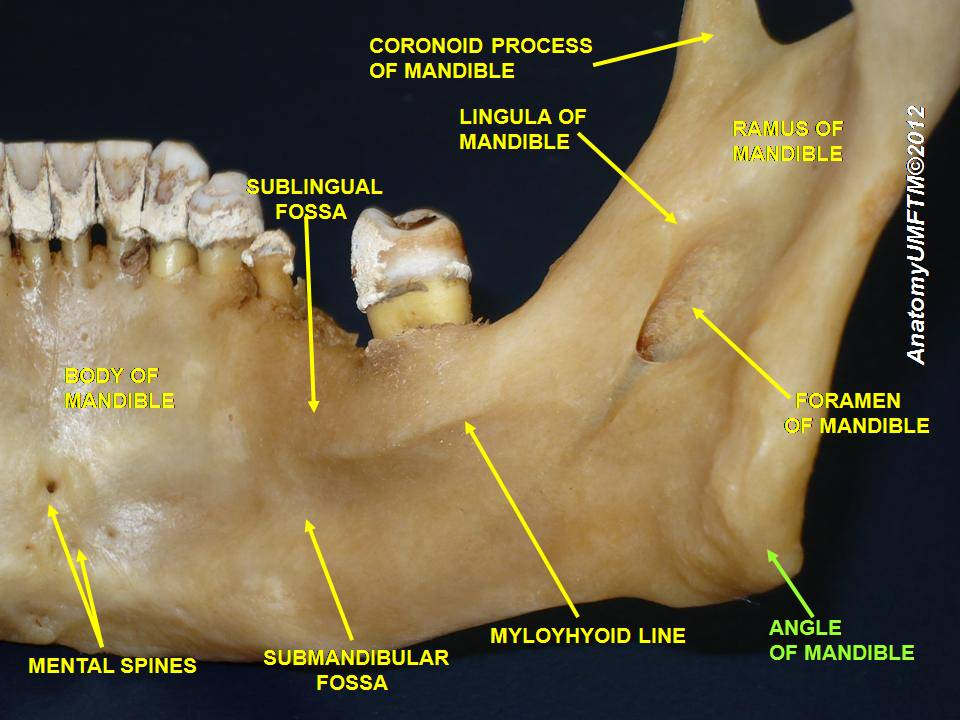
아래턱뼈 안쪽면. 턱뼈각이 우측 하단에 강조 표시됨.

## 참고 문헌
이 문서는 현재 퍼블릭 도메인에 속하는 그레이 해부학 제20판(1918) page 174의 내용을 기초로 작성된 글이 포함되어 있습니다.